# Лауринчюкас, Альбертас Казевич
Лауринчюкас Альбертас Казевич (лит. Albertas Laurinčiukas, 1 января 1928, Шяуляй — 8 января 2012, Вильнюс) — литовский журналист, прозаик и драматург, публицист.

## Биография
В 1950 году окончил физико-математический факультет Шяуляйского государственного педагогического института (сейчас Шяуляйский университет), в 1959 — факультет журналистики Вильнюсского государственного университета имени Винцаса Капсукаса.
Ещё в родном городе, учась в Шяуляйском пединституте, начал работать преподавателем.
В качестве журналиста работал в газетах «Советский учитель», «Комсомольская правда».
В 1959—1963 и 1968—1970 годах был специальным корреспондентом газет «Сельская жизнь», «Московские новости» и «Правда» в США.
Редактор газеты «Теса» («Правда») — с 1971 по 1987 год.
С 1971 года — заместитель Председателя Союза журналистов Литовской ССР, в 1975—1988 гг. — его Председатель.
Член Союза писателей Литвы. Первую книгу опубликовал в 1957 году.
Автор книг «Третья сторона доллара» (1965), «Кому досталась черная антилопа» (1967), «Черная кровь» (1969), «По ступеням времени» (1969), «Мексика и мексиканцы» (1969), «Медное солнце» (1973), «Борец за рабочее дело» (1973), «Тени Пентагона» (1974), «Свобода как дымок над вигвамом...» (1977), «Горсть риса: заметки о Филиппинах» (1981), «Вечные березы: силуэты России» (1981), «Капли грязи и цветы дружбы» (1981), «Бурные весны публицистики» (1981), «Врата страха» (1982), «Пятнадцать писем гнева» (1984), «Ковбои истерии и торжество разума» (1984), «Гнев тайфуна» (1986), «Тревоги разума» (1986), «Невидимые небоскребы» (1988). А так же "День мятежа" М; 1984. 
В книге «Третья сторона доллара» привёл письмо группы женщин из штата Миссисипи, направленного в Организацию Объединённых Наций, в котором они предлагали: «Если для развития науки необходимо посылать в космос живое существо, то зачем использовать для этой цели бедных собачек, когда в одном только нашем городе есть сколько угодно негритят...».
Автор пьес «Мгновение истины» (опубликована в 1974 г.), «Цвет ненависти» (опубликована в 1976), «Последняя просьба» (опубликована в 1978 г.), «Средняя американка» (опубликована в 1979 г.), которые были поставлены многими театрами.
Написал сборники рассказов для детей: «Говорящий там-там» (1977), «Матадор» (1982).
Автор сценария художественного фильма «Медовый месяц в Америке».

## Награды и звания
- Лауреат премии Алексея Толстого[1];
- Лауреат премии Винцаса Мицкявичюса-Капсукаса[лит.][1];
- Лауреат премии имени Вацлава Воровского;
- Заслуженный журналист Литовской ССР (1975)[1];
- Почётная медаль имени Юлиуса Фучика;